# Campeonato Paraense de Futebol de 2024 - Série B1
O Campeonato Paraense de Futebol - Série B1 de 2024 foi a 39ª edição da Segunda Divisão no estado do Pará. A competição concedeu duas vagas a primeira divisão do Campeonato Paraense de Futebol de 2025 - Série A.
A competição começou em 7 de setembro e terminou em 4 de dezembro.

## Regulamento

### Primeira Fase
A Primeira Fase do campeonato é disputada em fase de grupos de quatro equipes em dois grupos e três em dois grupos, 2 rodadas de mandante e 1 rodada de visitante, os dois primeiros colocados de cada grupo se classificam para as quartas de finais e as últimas piores equipes de cada grupo são rebaixadas ao Campeonato Paraense de Futebol - Série B2 de 2025.

### Fase Final
A Fase Final é disputada por Quartas de Final com 8 equipes enfrentando-se com jogos de ida e volta, e as 4 equipes vencedoras vão para a semifinal com partidas também de ida e volta, as duas equipes vencedoras ganham a vaga no Campeonato Paraense de Futebol - Série A de 2025 e disputam a Final para decidir o campeão da competição.

### Critérios de Desempate

#### Primeira Fase
1. Pontuação
2. Vitórias
3. Saldo de Gols
4. Gols Pró

## Equipes participantes
Nota: O Atlético-PA, Paraense, Parauapebas e Sport Belém desistiram de participar da competição.

## Primeira fase

### Grupo A
| Pos | Equipe       | Pts | J | V | E | D | GP | GC | SG | Classificado     |     | PGM | CPO | PIN | SAN |
| --- | ------------ | --- | - | - | - | - | -- | -- | -- | ---------------- | --- | --- | --- | --- | --- |
| 1   | Paragominas  | 11  | 6 | 3 | 2 | 1 | 11 | 4  | +7 | Quartas de final |     | —   | 2–0 | 1–1 | 4–0 |
| 2   | Capitão Poço | 10  | 6 | 3 | 1 | 2 | 6  | 5  | +1 | Quartas de final |     | 2–1 | —   | 3–1 | 1–0 |
| 3   | Pinheirense  | 9   | 6 | 2 | 3 | 1 | 6  | 6  | 0  |                  |     | 1–1 | 1–0 | —   | 1–1 |
| 4   | Santos-PA    | 2   | 6 | 0 | 2 | 4 | 1  | 9  | −8 |                  | 0–2 | 0–0 | 0–1 | —   |     |

### Grupo B
| Pos | Equipe         | Pts | J | V | E | D | GP | GC | SG | Classificado     |     | IZA | AMA | FNO | UNI |
| --- | -------------- | --- | - | - | - | - | -- | -- | -- | ---------------- | --- | --- | --- | --- | --- |
| 1   | Izabelense     | 12  | 6 | 3 | 3 | 0 | 9  | 2  | +7 | Quartas de final |     | —   | 1–0 | 5–0 | 1–1 |
| 2   | Amazônia       | 8   | 6 | 2 | 2 | 2 | 5  | 4  | +1 | Quartas de final |     | 0–1 | —   | 1–1 | 1–1 |
| 3   | Fonte Nova     | 6   | 6 | 1 | 3 | 2 | 5  | 10 | −5 |                  |     | 1–1 | 0–2 | —   | 1–1 |
| 4   | União Paraense | 4   | 6 | 0 | 4 | 2 | 3  | 6  | −3 |                  | 0–0 | 0–1 | 0–2 | —   |     |

### Grupo C
| Pos | Equipe          | Pts | J | V | E | D | GP | GC | SG | Classificado     |  | SRM | ESM | VRI |
| --- | --------------- | --- | - | - | - | - | -- | -- | -- | ---------------- |  | --- | --- | --- |
| 1   | São Raimundo-PA | 10  | 4 | 3 | 1 | 0 | 10 | 1  | +9 | Quartas de final |  | —   | 3–0 | 4–0 |
| 2   | ESMAC           | 5   | 4 | 1 | 2 | 1 | 4  | 6  | −2 | Quartas de final |  | 1–1 | —   | 1–1 |
| 3   | Vila Rica       | 1   | 4 | 0 | 1 | 3 | 2  | 9  | −7 |                  |  | 0–2 | 1–2 | —   |

### Grupo D
| Pos | Equipe          | Pts | J | V | E | D | GP | GC | SG | Classificado     |  | IND | CAR | ITU |
| --- | --------------- | --- | - | - | - | - | -- | -- | -- | ---------------- |  | --- | --- | --- |
| 1   | Independente-PA | 6   | 4 | 2 | 0 | 2 | 5  | 6  | −1 | Quartas de final |  | —   | 0–2 | 1–2 |
| 2   | Carajás         | 5   | 4 | 1 | 2 | 1 | 7  | 6  | +1 | Quartas de final |  | 2–3 | —   | 1–1 |
| 3   | Itupiranga      | 5   | 4 | 1 | 2 | 1 | 5  | 5  | 0  |                  |  | 0–1 | 2–2 | —   |

## Fase Final
Em itálico, as equipes que disputarão a primeira partida ou o jogo único como mandante. Em negrito, as equipes classificadas.
|  | Quartas-de-final               | Quartas-de-final               | Quartas-de-final               | Quartas-de-final               |   |                 | Semifinais                    | Semifinais                    | Semifinais                    | Semifinais                    |  |  | Final         | Final         | Final         | Final         |
|  | 20 de outubro a 20 de novembro | 20 de outubro a 20 de novembro | 20 de outubro a 20 de novembro | 20 de outubro a 20 de novembro |   |                 | 3 de novembro a 1 de dezembro | 3 de novembro a 1 de dezembro | 3 de novembro a 1 de dezembro | 3 de novembro a 1 de dezembro |  |  | 4 de dezembro | 4 de dezembro | 4 de dezembro | 4 de dezembro |
|  |                                |                                |                                |                                |   |                 |                               |                               |                               |                               |  |  |               |               |               |               |
|  | Paragominas                    | 1                              | 4                              | 5                              |   |                 |                               |                               |                               |                               |  |  |               |               |               |               |
|  | Amazônia                       | 0                              | 0                              | 0                              |   |                 |                               |                               |                               |                               |  |  |               |               |               |               |
|  | Amazônia                       | 0                              | 0                              | 0                              |   | Paragominas     | 0                             | 0                             | 0                             |                               |  |  |               |               |               |               |
|  |                                |                                |                                |                                |   | Paragominas     | 0                             | 0                             | 0                             |                               |  |  |               |               |               |               |
|  |                                | Capitão Poço                   | 0                              | 3                              | 3 |                 |                               |                               |                               |                               |  |  |               |               |               |               |
|  | Izabelense                     | Capitão Poço                   | 0                              | 3                              | 3 | 0               | 0                             | 0                             |                               |                               |  |  |               |               |               |               |
|  | Izabelense                     |                                |                                |                                |   | 0               | 0                             | 0                             |                               |                               |  |  |               |               |               |               |
|  | Capitão Poço                   | 1                              | 1                              | 2                              |   |                 |                               |                               |                               |                               |  |  |               |               |               |               |
|  |                                |                                |                                |                                |   |                 |                               |                               |                               |                               |  |  | Capitão Poço  | 1             |               |               |
|  |                                |                                | Independente-PA                | 2                              |   |                 |                               |                               |                               |                               |  |  |               |               |               |               |
|  | Independente-PA                | 0                              | 3                              | 3                              |   |                 |                               |                               |                               |                               |  |  |               |               |               |               |
|  | ESMAC                          | 1                              | 0                              | 0                              |   |                 |                               |                               |                               |                               |  |  |               |               |               |               |
|  | ESMAC                          | 1                              | 0                              | 0                              |   | Independente-PA | 1                             | 1                             | 2                             |                               |  |  |               |               |               |               |
|  |                                |                                |                                |                                |   | Independente-PA | 1                             | 1                             | 2                             |                               |  |  |               |               |               |               |
|  |                                | Carajás                        | 1                              | 0                              | 1 |                 |                               |                               |                               |                               |  |  |               |               |               |               |
|  | São Raimundo-PA                | Carajás                        | 1                              | 0                              | 1 | 1               | 0                             | 1 (1)                         |                               |                               |  |  |               |               |               |               |
|  | São Raimundo-PA                |                                |                                |                                |   | 1               | 0                             | 1 (1)                         |                               |                               |  |  |               |               |               |               |
|  | Carajás (pen)                  | 1                              | 0                              | 1 (4)                          |   |                 |                               |                               |                               |                               |  |  |               |               |               |               |

### Final
| 4 de dezembro | Capitão Poço  | 1 – 2  | Independente-PA              | Estádio Rufinão, Capitão Poço        |
| 15:00 (UTC−3) | Edicleber 52' | Súmula | Railsin 26' · Pedro Dias 85' | Árbitro: PA Gleika Oliveira Pinheiro |

| Capitão Poço | Independente |